# تانسور (روستا)
تنسور (به انگلیسی: Tansor) یک روستا و محله مدنی در بریتانیا است که در East Northamptonshire واقع شده‌است. تنسور ۱۷۲ نفر جمعیت دارد.